# Natri myreth sulfat
Natri myreth sunfat là một hỗn hợp hợp chất hữu cơ với cả hai thành phần tẩy rửa và hoạt động bề mặt. Công thức hóa học của hợp chất là CH3(CH2)12CH2(OCH2CH2)nOSO3Na. Nó được tìm thấy trong nhiều loại sản phẩm chăm sóc cá nhân như: xà phòng, dầu gội đầu và kem đánh răng. Đây là một chất tạo bọt rẻ và hiệu quả. Natri myreth sunfat chứa nhiều hợp chất có gần giống với các loại chất giặt rửa khác. Đôi khi số đơn vị ete của etylen glycol (n) được ghi rõ trong tên như myreth-n sunfat, ví dụ myreth-2 sunfat.

## Sản xuất
Natri myreth sunfat rất giống với natri laureth sunfat; sự khác biệt duy nhất là có thêm hai nguyên tử cacbon trong phần alcohol no của đuôi kị nước. Nó được sản xuất bằng phương pháp etoxi hóa (vì thế nên có đuôi "eth" trong "myreth") alcohol myristylic. Sau đó nhóm OH cuối bị chuyển thành gốc sunfat khi xử lý với axit closunfuric.

## An toàn
Như các etoxilat khác, natri myreth sunfat có thể trở nên gây ô nhiễm với 1,4-đioxan trong khi sản xuất, được xem là chất nghi ngờ gây ung thư nhóm 2B bởi Cơ quan Nghiên cứu ung thư quốc tế (IARC). Tuy nhiên, ở nồng độ cho phép, hợp chất này được xem là không độc hại và không gây ăn mòn da.